# Aerides shibatiana
Aerides shibatiana är en orkidéart som beskrevs av Boxall och Andrés Náves. Aerides shibatiana ingår i släktet Aerides och familjen orkidéer.
Artens utbredningsområde är Filippinerna. Inga underarter finns listade i Catalogue of Life.